# Baha Abu al-Ata
Baha Abu al-Ata (àrab: بهاء أبو العطا, Bahāʾ Abū l-ʿAṭā; Gaza, 25 de novembre de 1977 - 12 de novembre de 2019) va ser un líder de la facció militar islamista Gihad Islàmic a Palestina (GIP). El 12 de novembre de 2019, les Forces de Defensa d'Israel (FDI) van matar Abu al-Ata i la seva dona en un assassinat selectiu; quatre dels seus fills i un veí també van resultar ferits. Els assassinats van provocar enfrontaments entre israelians i palestins. Khalil Bathani es va convertir en el nou líder del GIP.

## Brigades Al-Quds
Al-Ata va néixer el 25 de novembre de 1977 a Shuja'iyya, districte de la ciutat de Gaza. Era llicenciat en sociologia, estava casat i era pare de cinc fills.
Es va unir a les Brigades Al-Quds, un braç armat del Moviment del Gihad Islàmic a Palestina, l'any 1990, i més tard es va convertir en el seu cap. Les Forces de Defensa d'Israel van dir, abans de la seva mort, que Abu al-Ata comandava els esforços del GIP a la regió nord de la Franja de Gaza i que havia estat responsable de diversos atacs realitzats contra Israel el 2019, com ara el llançament de míssils contra la ciutat israeliana de Sederot l'agost d'aquell any, i contra la ciutat d'Asdod al setembre. Segons les FDI, Abu al-Ata planejava executar més atacs en el futur.

## Mort
El 12 de novembre de 2019, a les 4.00 del matí les FDI van matar Abu al-Ata en un atac aeri selectiu. La Força Aèria Israeliana va atacar el dormitori on s'allotjava amb la seva dona, i tots dos van morir. L'operació es va basar en la informació específica proporcionada pel Xin Bet, el servei d'intel·ligència d'Israel. La tensió es va desencadenar després de la seva mort provocant la intervenció militar d'Israel en l'anomenada Operació Cinturó Negre.